# Valószínűségi amplitúdó
A kvantummechanikában a valószínűségi amplitúdó egy komplex függvény, ami egy kvantumrendszer egy mérhető tulajdonságának valószínűségét ábrázolja (nem megadja, ld. lent). Például minden részecskének van olyan valószínűségi amplitúdója, ami a helyzetének a valószínűségét írja le, ezt az amplitúdót térbeli hullámfüggvénynek hívjuk, és ami a helykoordináták komplex értékű függvénye.

## Valószínűségi sűrűség
Egy ψ valószínűségi amplitúdó estén a kapcsolódó valószínűségi sűrűség függvény ψ*ψ, ami egyenlő |ψ|2-tel. Ezt gyakran csak valószínűségi sűrűségnek hívjuk, és sokszor normálás nélkül is használjuk.
Ha |ψ|2-nek az egész háromdimenziós téren vett integrálja véges, akkor lehet választani egy c normálást úgy, hogy ψ-t cψ-vel helyettesítve az integrál értéke 1 lesz. Ekkor annak a valószínűsége, hogy a részecske valamely V térfogatrészben található, |ψ|2-nek a V térfogatra vett integrálja. Ami a kvantummechanika koppenhágai értelmezése szerint azt jelenti, hogy ha megmérjük a valószínűségi amplitúdóhoz rendelt fizikai mennyiséget, akkor a mérés eredménye P(ε) valószínűséggel fog ε-ba esni:
{\displaystyle P(\epsilon )=\int _{\epsilon }^{}|\psi (x)|^{2}dx}
A nem négyzetesen integrálható valószínűségi amplitúdókat általában négyzetesen integrálható függvénysorok határfüggvényeként értelmezzük. Például egy síkhullámnak megfelelő valószínűségi amplitúdó a monokromatikus részecskeforrás 'nemfizikai' határesetének felel meg. Egy másik példa a rezonanciákat leíró Siegert-hullámfüggvényeké amelyek {\displaystyle t\to \infty } határafüggvényei egy időfüggő hullámcsomagnak, amit a rezonanciához közeli energián szórunk. Ezekben az esetekben P(ε) fenti definíciója még mindig érvényes.
A valószínűségek időbeli változását (ami példánkban megfelel annak, hogyan mozog a részecske) ψ amplitúdó nyelvén írjuk le és nem a |ψ|2 valószínűségén (ld. Schrödinger-egyenlet).

## Valószínűségi áram
A valószínűségsűrűség időbeli változásának leírásához lehetséges a j áramsűrűséget definiálni a következőképpen:
{\displaystyle \mathbf {j} ={\hbar  \over m}\cdot {1 \over {2i}}\left(\psi ^{*}\nabla \psi -\psi \nabla \psi ^{*}\right)={\hbar  \over m}Im\left(\psi ^{*}\nabla \psi \right)}
aminek a dimenziója (valószínűség)/(area*time) = L-2T -1.
A valószínűségi áramsűrűség kielégíti a kvantummechanikai kontinuitási egyenletet, azaz:
{\displaystyle \nabla \cdot \mathbf {j} +{\partial  \over \partial t}\rho (x,t)=0}
ahol ρ(x,t) a (probability)/(volume) = L-3 dimenziójú valószínűség sűrűség. Ez az egyenlet matematikailag a valószínűség megmaradási törvényével ekvivalens. Könnyű megmutatni, hogy sík hullámfüggvény, azaz
{\displaystyle |\psi \rangle =A\exp {\left(ikx-i\omega t\right)}}
esetén a valószínűségi áramot
{\displaystyle j(x,t)=|A|^{2}{k\hbar  \over m}}
adja meg.